# 星毛蕨属
星毛蕨属（学名：Ampelopteris）为金星蕨科的一个属。

## 下属物种
本属包括以下物种：
- 星毛蕨 Ampelopteris prolifera (Retz.) Copel.